# Se un giorno busserai alla mia porta
Se un giorno busserai alla mia porta è una miniserie televisiva del 1986 diretta da Luigi Perelli.

## Trama
Livia, un'affermata attrice, trascura la figlia Claudia per i suoi continui impegni di lavoro, finché un giorno scopre che questa è tossicodipendente. Da quel momento la donna si troverà ad affrontare la disperata situazione della figlia.